# Impatiens chungtienensis
Impatiens chungtienensis är en balsaminväxtart som beskrevs av Yi Ling Chen. Impatiens chungtienensis ingår i släktet balsaminer, och familjen balsaminväxter. Inga underarter finns listade i Catalogue of Life.